# 福建师范大学协和学院
福建师范大学协和学院是福建师范大学的一个独立学院，位于福建省福州市闽侯县上街镇福州大学城。
2003年5月，福建师范大学协和学院成立，由福建师范大学和有关企事业联合申办。